# Paul Flechsig
Paul Emil Flechsig (Zwickau, 29 de junho de 1847 – Leipzig, 22 de julho de 1929) foi um psiquiatra e neurocientista alemão. É reconhecido como um dos "pais da neuroanatomia".

## Formação e carreira
Seu pai Emil Flechsig foi diácono na St. Marienkirche em Zwickau e, como estudante de teologia, ocupou um apartamento com o compositor Robert Schumann em 1828.
Paul Flechsig estudou medicina na Universidade de Leipzig de 1865 a 1870, aluno de Ernst Heinrich Weber, Eduard Friedrich Weber e Carl Ludwig. Nessa época tornou-se membro da Alte Leipziger Landsmannschaft Afrania, à qual permaneceu ligado até o fim da vida. Obteve um doutorado em Leipzig em 1870 com uma tese sobre meningite sifilítica. Em 1872 foi assistente de Ernst Leberecht Wagner no Instituto de Patologia da Universidade de Leipzig. Em 1873 Carl Ludwig confiou-lhe a gestão do Departamento de Histologia do Instituto de Fisiologia. Obteve a habilitação em 1875 a tese Die Leitungsbahnen im Gehirn und Rückenmark des Menschen. Em 1877 tornou-se professor associado na recém-criada cadeira de psiquiatria. Apresentou sua palestra inaugural na Universidade de Leipzig em 4 de março de 1882 sobre o tema Die körperlichen Grundlagen der Geistesstörungen. Nela, Flechsig criticou o termo "doença mental". Ele queria que fosse substituído pela “palavra correta doença nervosa”.

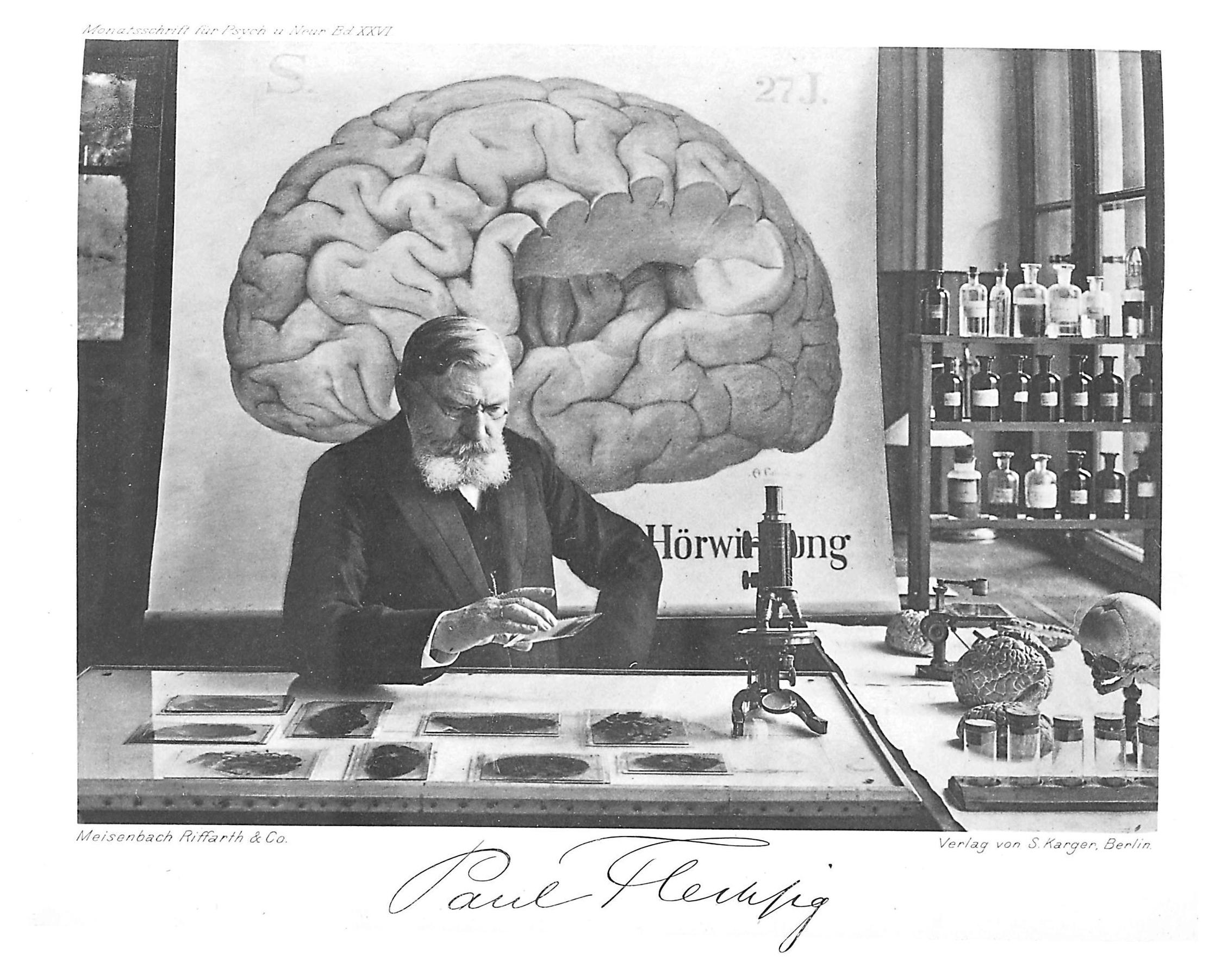
Paul Flechsig

De 1884 a 1921 foi professor titular de psiquiatria na Universidade de Leipzig e foi encarregado de construir um novo hospital psiquiátrico. No ano letivo de 1894/95 dirigiu a universidade como reitor. Em seu discurso de reitor, Gehirn und Seele, resumiu seus pensamentos sobre a localização das funções cerebrais superiores com base em análises neuroanatômicas pela primeira vez. Seu sucessor na cadeira foi Oswald Bumke.
O paciente mais conhecido de Flechsig foi Daniel Paul Schreber. De acordo com Janet Malcolm, Jeffrey Masson encontrou na biblioteca de Sigmund Freud um artigo escrito por Flechsig em 1884, que ele havia enviado a Freud e no qual ele relatava ter realizado experimentos de castração em pacientes neuróticos histéricos e obsessivo-compulsivos em sua instituição. Sigmund Freud não mencionou esse conhecimento em seu ensaio de 1911 Psychoanalytische Bemerkungen über einen autobiographisch beschriebenen Fall von Paranoia, no qual tentou analisar Daniel Paul Schreber e sua relação com Flechsig usando a obra autobiográfica de Schreber.

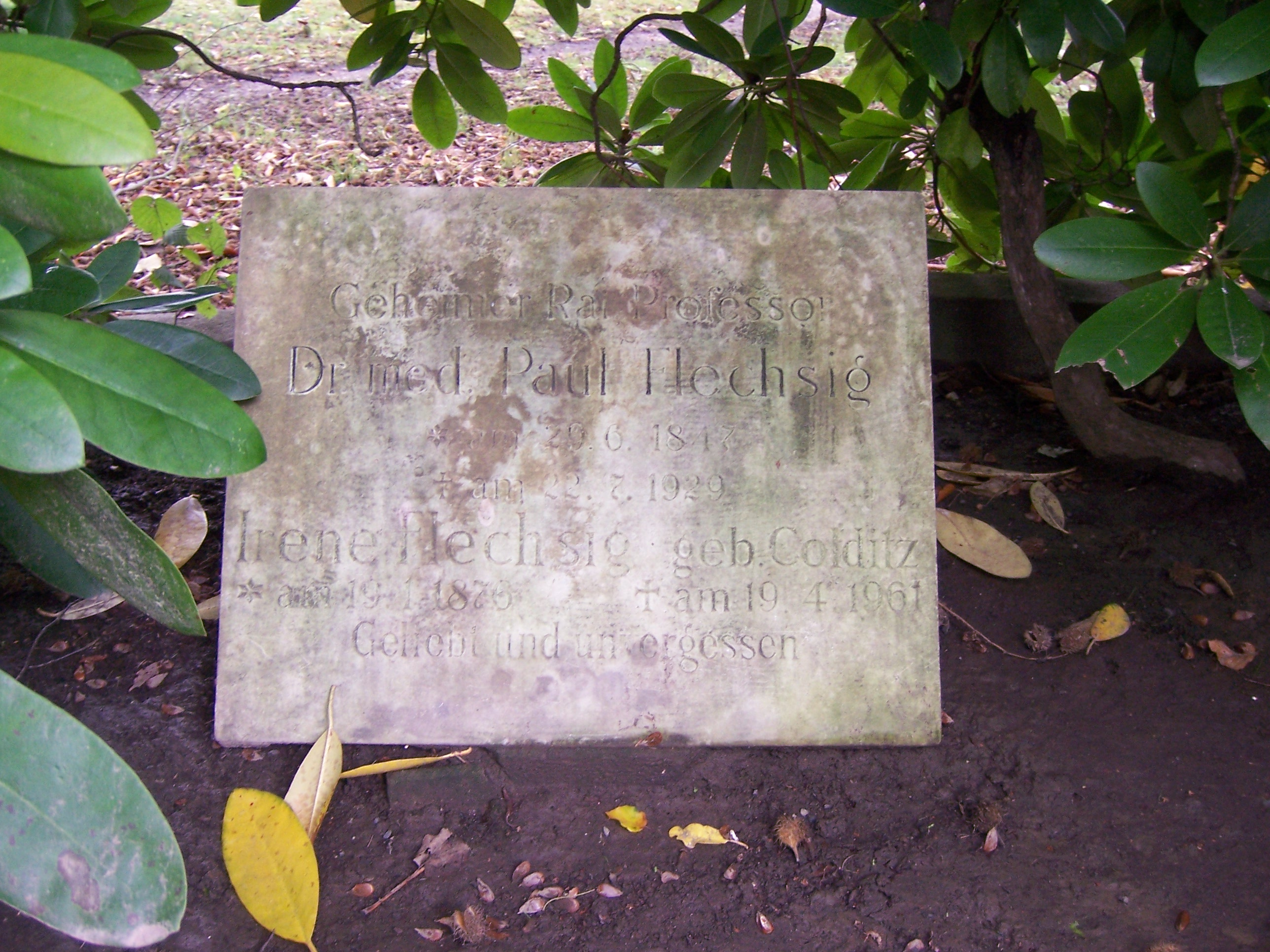
Placa sepulcral de Paul Flechsig e sua mulher, Südfriedhof Leipzig, sepultura da família de Ludolf Colditz

Em 1926 foi eleito membro da Academia Leopoldina. Desde 1885 foi membro titular da Academia de Ciências da Saxônia. Recebeu um título de doutor honoria causa da Universidade de Leipzig (1909) e da Universidade de Oxford.

## Honrarias

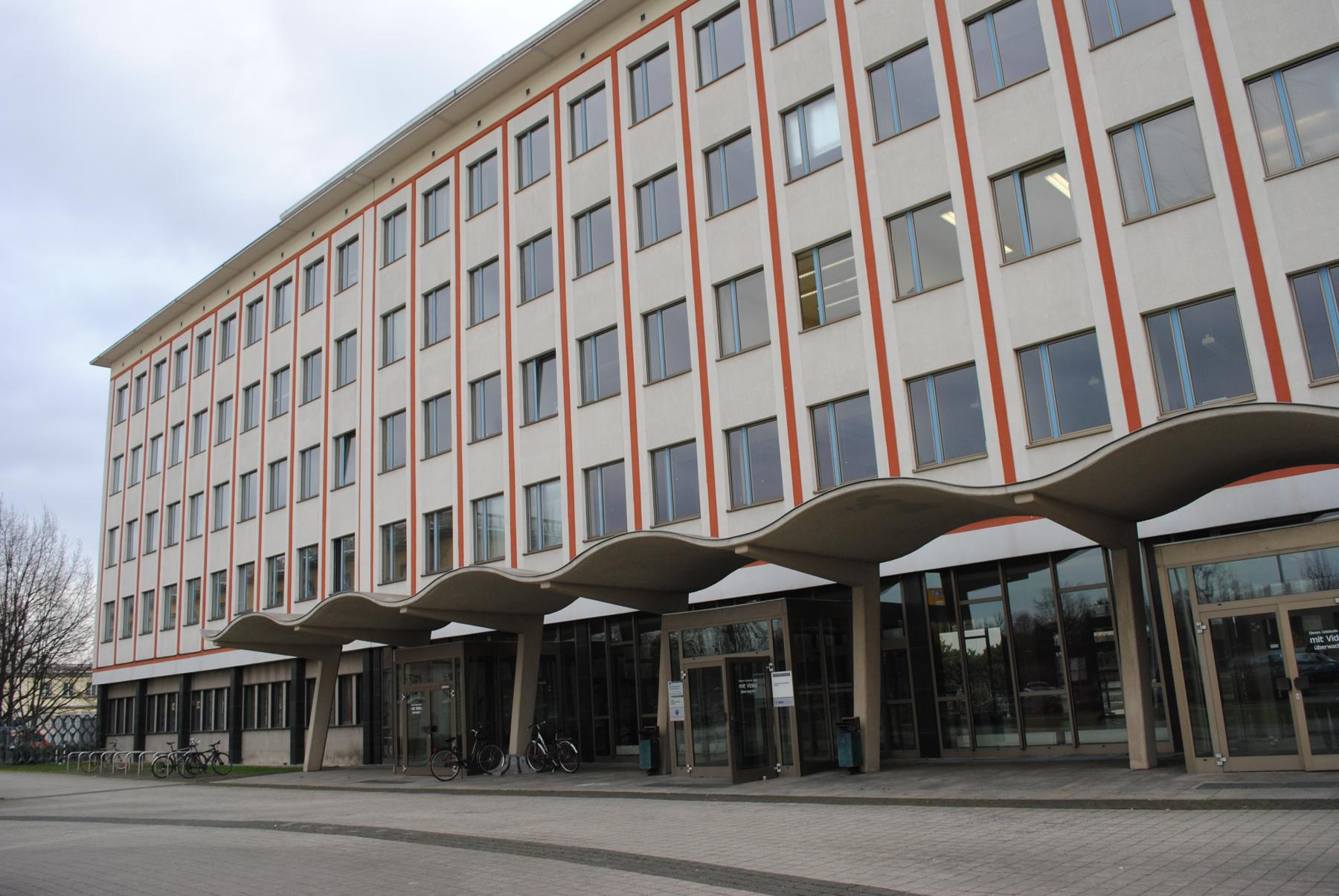
Instituto Paul Flechsig de Pesquisa do Cérebro

O Instituto Paul Flechsig de Pesquisa do Cérebro da Universidade de Leipzig leva seu nome.

## Publicações selecionadas
- Die Leitungsbahnen im Gehirn und Rückenmark des Menschen auf Grund entwickelungsgeschichtlicher Untersuchungen. Engelmann, Leipzig 1876. (Digitalisat)
- Ueber System-Erkrankungen im Rückenmark. Wigand, Leipzig 1878.
- Die körperlichen Grundlagen der Geistesstörungen. Vortrag gehalten beim Antritt des Lehramtes an der Universität Leipzig am 4. März 1882. Veit, Leipzig 1882.
- Plan des menschlichen Gehirns. Auf Grund eigener Untersuchungen entworfen. Mit erläuterndem Texte. Veit, Leipzig 1883.
- Zur gynaekologischen Behandlung hysterischer Personen. In: Centralblatt für Nervenheilkunde und Psychiatrie. Band 7 (1884), S. 437–440.
- Zur gynaekologischen Behandlung der Hysterie. In: Neurologisches Centralblatt. Band 3 (1884), S. 433–439, 457–468.
- Zur gynaekologischen Behandlung hysterischer Personen. In: Archiv für Psychiatrie. Band 16 (1885), S. 559–561.
- Die Irrenklinik der Universität Leipzig und ihre Wirksamkeit in den Jahren 1882–1886. Veit, Leipzig 1888.
- Ueber eine neue Färbungsmethode des centralen Nervensystems und deren Ergebnisse bezüglich des Zusammenhanges von Ganglienzellen und Nervenfasern. In: Archiv für Physiologie, Physiologische Abteilung des Archivs für Anatomie und Physiologie. 1889, S. 537 f.
- Gehirn und Seele. Leipzig 1894; 2., verbesserte Auflage: Veit, Leipzig 1896.
- Die Localisation der geistigen Vorgänge insbesondere der Sinnesempfindungen des Menschen. Vortrag, gehalten auf der 68. Versammlung Deutscher Naturforscher und Ärzte zu Frankfurt a. M. Veit, Leipzig 1896.
- Die Grenzen geistiger Gesundheit und Krankheit. Rede, gehalten zur Feier des Geburtstages Sr. Majestät des Königs Albert von Sachsen am 28. April 1896. 1896 (archive.org).
- Anatomie des menschlichen Gehirns und Rückenmarks auf myelogenetischer Grundlage. Thieme, Leipzig 1920.
- Meine myelogenetische Hirnlehre. Mit biographischer Einführung. Berlim 1927.